# 曹基锡
曹基锡（1904年3月—1932年4月27日），又名曹永勋，朝鲜族，广州黄埔军校第五期校友，参加过北伐战争，曾任中共东满特支宣传部长兼延吉区委书记。

## 生平
1904年3月，曹基锡出生于朝鲜咸镜北道钟城郡，自幼父母双亡，由叔父养大。1911年，他随叔父家迁居吉林省延吉县东盛涌镇英成村。1923年，他从县立第二学校毕业后，考入龙井东兴中学。俄国十月革命和朝鲜半岛三一运动后的东兴中学和大成中学是朝鲜族早期共产主义者的革命基地。在东兴中学学习期间，他开始接触马列主义思想，并加入学生会进行反日爱国宣传。:603-604
1925年，曹基锡留学日本东京商业学校。期间，他加入了“劳动组合评议会”，并参加了学生和工人运动。1926年初，他得知国民革命军北伐的消息后，考入广州黄埔军校第五期。同年末，他被编入国民革命军驻江西省九江的部队，参加了北伐战争。1927年四一二事件后，他以生病为由离开部队，回到延吉县，后结婚成家。:604-605:1408
1929年，他开始在延吉县细鳞河学校教书，并宣传马列主义和反日爱国思想。1930年初，在得知日本镇压朝鲜光州学生爱国运动后，他与金民俊一起在细麟河动员组织了反日示威游行。同年4月24日，中共东满特别支部根据中共满洲省委《全满农民斗争纲领》指示，成立“五一斗争行动委员会”，曹基锡任委员。此后，他被派往汪清县与金相和等人一起发动了汪清县蛤蟆塘“红五月斗争”。同年7月，他加入中国共产党。:605-606
1931年8月，曹基锡开始担任中共延吉区委书记。同年夏，他根据中共东满特委指示，组织营救出被关押在延吉监狱的共产党员。同年秋，他与中共磨盘山支部书记姜泰益等五人组织领导了“秋收斗争”，迫使杨口城大地主宋宝盛实行“三七”减租。:603-607
1932年1月，曹基锡被任命为中共东满特支宣传部长，同时兼任中共延吉区委书记。同年春，他根据中共东满特委指示，组织开展了更大规模的“春荒斗争”。同年3月下旬，他在磨盘山、五岩洞组织了群众公审大会。五名汉奸被农民当场打死。3月28日，曹基锡等11人被日本军警逮捕。由于叛徒的告发，他的区委书记身份被暴露，受到酷刑，但他视死如归。同年4月27日，曹基锡等30名革命者被日本军警押进一座土围院子，用机枪扫射后纵火焚烧，牺牲时年仅28岁。:608-609

## 纪念
- 吉林省延边朝鲜族自治州延吉市依兰镇实现村建有曹基锡等二十八位烈士殉难地纪念碑。[5]:13